# Władimir Jerofiejew (1920–2011)
Władimir Iwanowicz Jerofiejew (ros. Влади́мир Ива́нович Ерофе́ев, ur. 1920 w Petersburgu, zm. 18 lipca 2011 w Moskwie) – radziecki dyplomata.

## Życiorys
Należał do WKP(b), 1941 ukończył 1 Moskiewski Instytut Języków Obcych, od 1942 pracował w Ludowym Komisariacie Spraw Zagranicznych ZSRR, 1942-1944 pracował w Misji ZSRR w Szwecji. Od 1945 był osobistym tłumaczem Stalina z języka francuskiego, 1949-1955 pomocnikiem I zastępcy przewodniczącego Rady Ministrów ZSRR Wiaczesława Mołotowa (Skriabina), 1955 pomocnikiem ministra spraw zagranicznych ZSRR, a 1955-1959 radcą Ambasady ZSRR we Francji. Od 1959 do stycznia 1963 był zastępcą kierownika Wydziału I Europejskiego Ministerstwa Spraw Zagranicznych ZSRR, od 14 stycznia 1963 do 5 sierpnia 1966 ambasadorem nadzwyczajnym i pełnomocnym ZSRR w Senegalu i jednocześnie w Gambii, od sierpnia 1966 do 1970 pracował w aparacie MSZ ZSRR, 1970-1975 był zastępcą dyrektora generalnego UNESCO, a 1975-1979 stałym przedstawicielem ZSRR przy organizacjach międzynarodowych w Wiedniu. Jego synem jest pisarz Wiktor Jerofiejew.